# Bainbridge (Schiff, 1842)
Die Bainbridge war eine 12-Kanonen-Brigg-Sloop der Somers-Klasse der United States Navy, die zwischen 1842 und 1863 in Dienst stand.

## Geschichte
Die Bainbridge lief am 26. April 1842 bei der Charlestown Navy Yard in Charlestown vom Stapel und wurde am 16. Dezember 1842, unter dem Kommando von Commander Zachariah F. Johnston, in Dienst gestellt.
Vom 26. September 1843 bis zum 3. Mai 1844 segelte die Bainbridge in der Heimatflotte. Zwischen dem 26. Juni 1844 bis 10. Oktober 1847 war sie beim Brasilien-Geschwader stationiert. Vom 10. April 1848 bis zum 2. Juli 1850 diente sie im Afrika-Geschwader. Ab September 1856 fuhr sie sowohl im Brasilien- als auch im Afrika-Geschwader. Die Bainbridge kehrte am 10. September 1856 nach Norfolk zurück.
Nach einer Werftliegezeit vom 18. September 1856 bis zum 28. April 1858, verließ die Bainbridge Hampton Roads, Virginia, um sich Kommodore W. B. Shubrick anzuschließen. Die Bainbridge erreichte Asunción, Paraguay, zusammen mit dem Geschwader im Januar 1859. Ab dem 17. September 1860 fuhr die Bainbridge wieder mit dem Brasilien- und Afrika-Geschwader. Nachdem sie Boston am 9. November 1860 erreicht hatte, wurde sie außer Dienst gestellt.
Wieder in Dienst am 1. Mai 1861 segelte die Bainbridge am 21. Mai 1861 zum Golf von Mexiko und verblieb dort bis Juni 1862. Sie brachte zwei Schoner auf und war beteiligt an der Aufbringung eines Dampfers. Am 3. August 1862 segelte die Bainbridge von New York  ab, um sich mit dem Ost-Golf-Blockade-Geschwader vor Key West, Florida, zu vereinigen.
Im September 1862 wurde sie nach Aspinwall, Panama, geschickt, wo sie zwischen dem 22. und 24. November in einen schweren Sturm geriet. In diesem Sturm verlor sie u. a. Segel, Kanonen u. v. m. Nach einer aufwendigen Reparatur erreichte sie New York im Mai 1863. Am 21. August 1863, während sie mit dem Südatlantik-Blockade-Geschwader segelte, kenterte sie bei Kap Hatteras mit dem Verlust von allen Männern bis auf einen.